# Adolf Faxe (1878–1964)
Adolf Theodor Faxe, född den 15 juli 1878 i Malmö S:t Petri församling, död den 6 november 1964 i Limhamns församling, Malmö, var en svensk grosshandlare. Han var son till Lorens Faxe.
Faxe studerade vid handelsgymnasiet i Osnabrück 1897–1898 och bedrev handelsstudier i Tyskland, England och Frankrike 1899–1902. Han var medarbetare i Ad. Faxe & Söner 1902–1919, chef för AB Adolf Faxe från 1907 och för Faxe & Co AB från 1919. Han var styrelseledamot i AB M. Flensburgs Söner och ordförande i Malmö börsförening. Faxe är begravd på Sankt Pauli mellersta kyrkogård i Malmö.